# 隆格维尔夫人

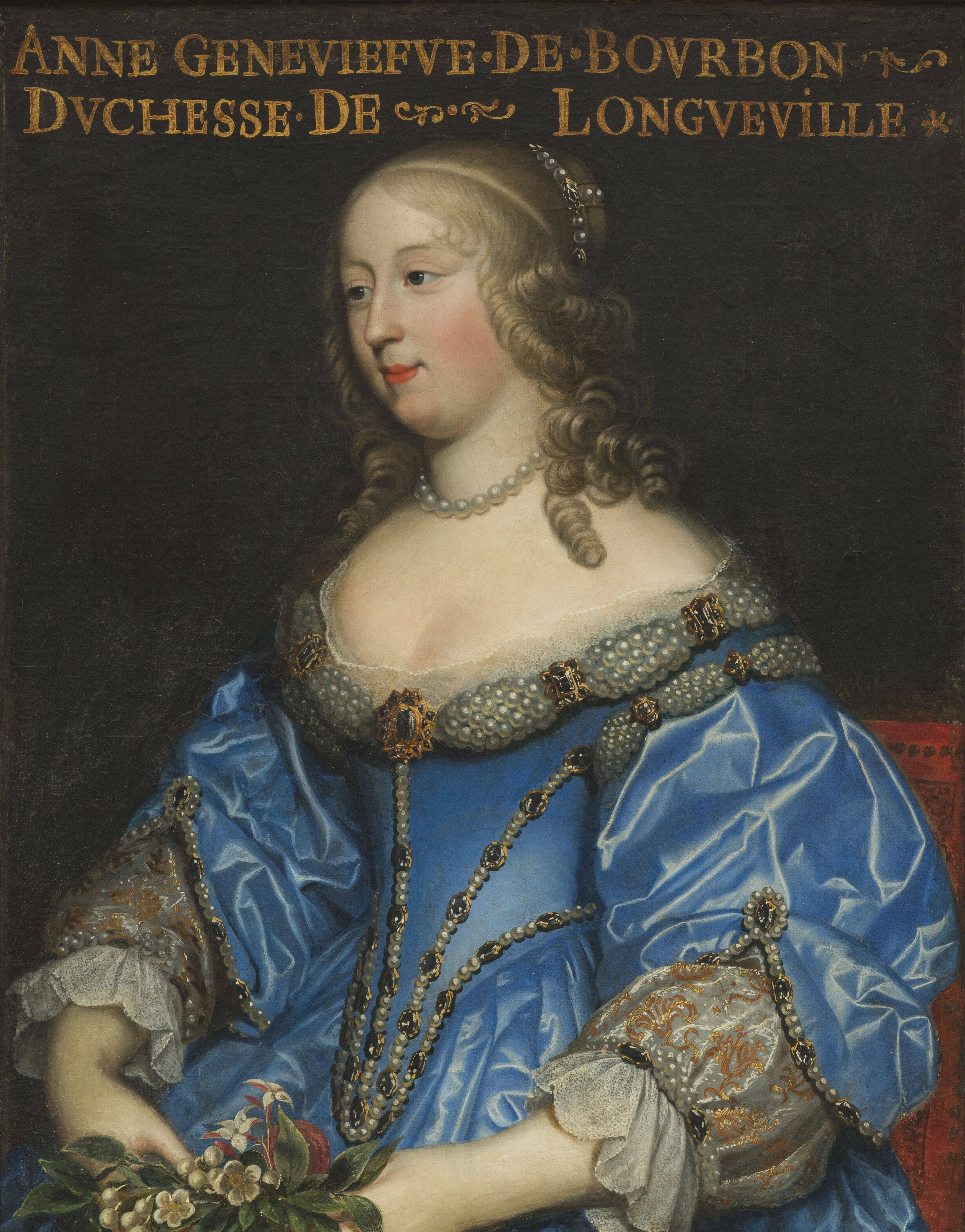
公爵夫人安妮

安妮·让娜维耶芙·德·波旁，隆格维尔公爵夫人（1619年8月28日—1679年4月5日）孔代家族的长女，她是路易二世·德·波旁─孔代亲王、阿尔芒·德·波旁─孔蒂亲王的姐姐。以貌美风流和在投石党运动中的影响闻名。

## 生平

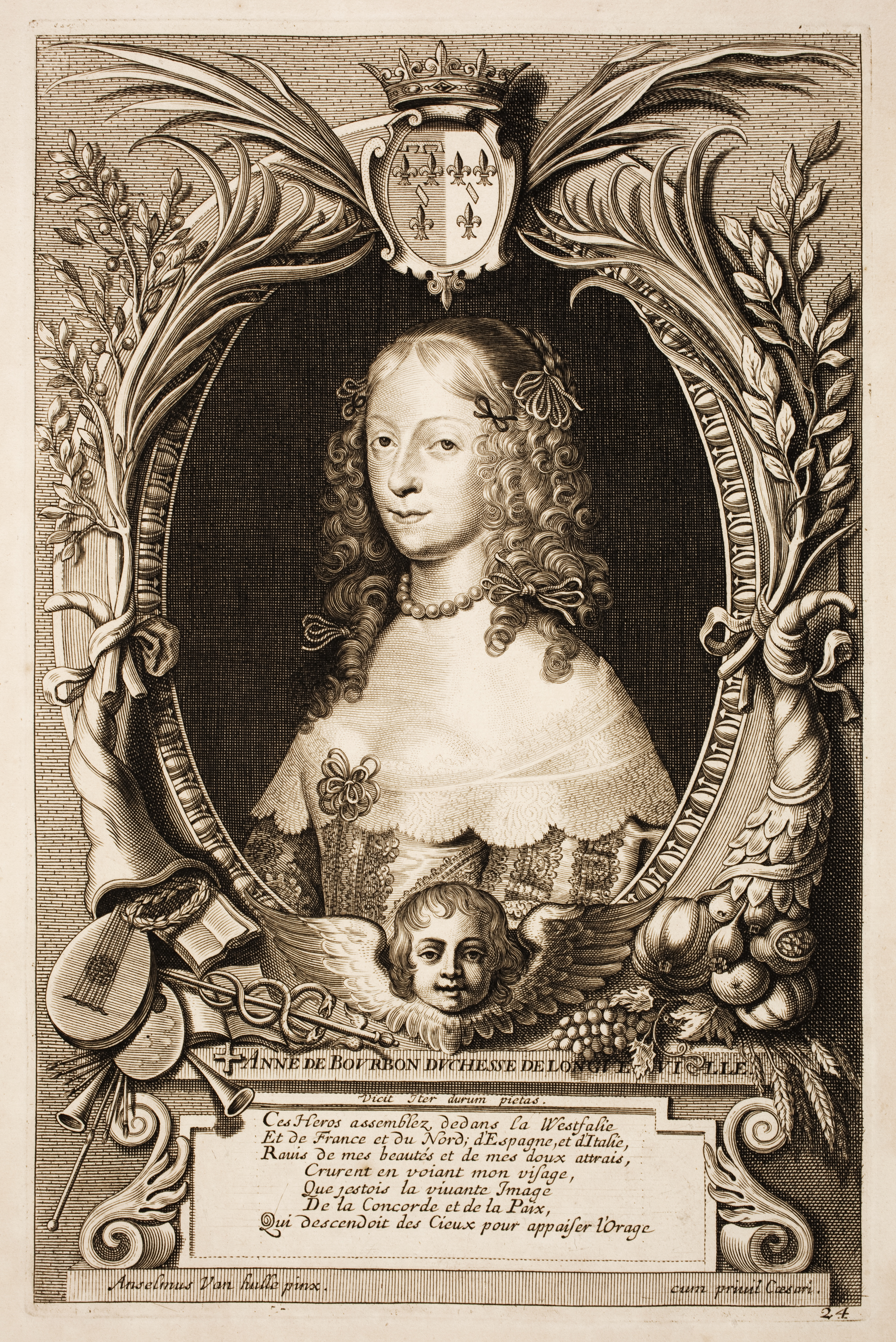
安妮·让娜维耶芙，由畫家Anselm van Hulle繪

其父亨利二世·德·波旁由于反对在路易十三未成年时任摄政太后玛丽·德·美第奇的宠臣康西诺·孔奇尼，被孔奇尼逮捕入文森城堡的监狱，而她诞生在监狱中。她在卡梅利泰斯女修道院受过严格教育，長大後以美貌和才智聞名。1635年被引进上流社会，不久成为交际明星，吸引了大批的愛慕者，包含了以《箴言集》著名的拉罗什福科公爵。1642年她嫁给了年纪大一倍的隆格维尔公爵。
公爵夫人為幫助拉罗什福科實現其野心，捲入了投石黨戰爭，並將自己的丈夫、弟弟孔蒂亲王、蒂雷納子爵拉到自己一邊。她是第一次投石黨戰爭的靈魂人物。當她丈夫和兩個弟弟──大孔代和孔蒂亲王被捕後，她前往諾曼第，企圖在那裏挑起叛亂，但她失敗了，只好逃到荷蘭共和國。
在投石黨運動的第二階段，她和幾個親王退隱波爾多，並促使孔代和西班牙人結盟。1653年首相馬薩林讓法王路易十四頒布大赦令後，她與丈夫在諾曼第團聚；此後他潛心皈依天主教，樂善好施，竭力彌補內戰帶給人民的創傷，作為發起內戰的一種彌補。